# Николян, Маргарита
Маргари́та Николя́н (арм. Մարգարիտա Նիկոլյան, 27 мая 1974, Ленинакан, Армянская ССР, СССР) — армянская лыжница. Участница зимних Олимпийских игр 2002 года.

## Биография
Маргарита Николян родилась 27 мая 1974 года в городе Ленинакан (сейчас Гюмри).
Выступала в соревнованиях по лыжным гонкам за Гюмрийскую ДЮСШ по зимним видам спорта.
В 2002 году вошла в состав сборной Армении на зимних Олимпийских играх в Солт-Лейк-Сити. Выступала в лыжных гонках, участвовала в четырёх дисциплинах.
В спринте на 1,48 км заняла в квалификации последнее, 58-е место с результатом 4 минуты 13,55 секунды, уступив 54,77 секунды худшей из попавших в четвертьфинал Мадоке Нацуми из Японии.
На дистанции 10 км классическим ходом заняла предпоследнее, 56-е место с результатом 46.46,0, уступив 18 минут 19,6 секунды победительнице Бенте Скари из Норвегии.
В гонке преследования 5+5 км заняла 69-е место на предварительном этапе с результатом 17.23,6 и не попала в число 50 финалисток, уступив 2 минуты 6,4 секунды худшей из квалифицировавшихся Бригитте Альбрехт-Лоретан из Швейцарии.
Дистанцию 15 км свободным ходом с масс-стартом не смогла завершить — идя на последнем месте, сошла с лыжни на последней четверти.